# Donacoscaptes fulvescens
Donacoscaptes fulvescens is een vlinder uit de familie van de grasmotten (Crambidae). De wetenschappelijke naam van deze soort is voor het eerst voorgesteld als Doratoperas fulvescens door George Francis Hampson in een publicatie uit 1919.
De soort komt voor in Peru.